# Paraleptostylis arctica
Paraleptostylis arctica är en kräftdjursart som beskrevs av Stella Vassilenko 1990. Paraleptostylis arctica ingår i släktet Paraleptostylis och familjen Diastylidae.
Artens utbredningsområde är Laptevhavet. Inga underarter finns listade i Catalogue of Life.